# Gerardo de la Puente
Gerardo de la Puente Meliá fue un arquitecto español. Realizó diversos edificios administrativos de la compañía ferroviaria MZA en Atocha y en 1876 presenta un proyecto de Estación que finalmente gana el arquitecto Alberto de Palacio y Elissague. En 1904 publica un libro titulado Materiales de Construcción. 